# Porcelan
Porcelan je vrsta trde pol-prozorne keramike po navadi pečene na višji temperaturi kot je glazirana lončena posoda ali lončevina. Je bele barve, rahlo prozorna in okrašena, da dobi želeno barvo. 

## Kitajski porcelan
Kitajski porcelan je izdelan iz trde gladke paste na osnovi gline kaolin in glinenca, imenovanega petuntse, ki otrdi strukturo, zapolni vse stike in luknje. Kitajski porcelan - China, je porcelan najvišje kakovosti. Najpogosteje prihaja iz mesta Jingdezhen iz Kitajske Jiangxi province.

## Evropski porcelan
Porcelan so evropska ljudstva spoznala preko trgovcev, popotnikov in pomorščakov, ki so imeli stike z vzhodnimi azijskimi deželami po kopnem- Svileno cesto z Kitajsko ali pomorščaki preko Egipta z Japonsko. Evropski izdelovalci posode so poznali zgolj lončenino in fajanso iz gline. Lončarji so znali narediti dobre žgane glinaste sklede, lonce, krožnike in kupice, znali so jih lepo obarvati, površinsko izdelati lošč v dobrih pečeh. Očem je bila takšna posoda prijetna, vendar je bila v primerjavi s porcelansko z daljnega vzhoda groba, težka in hrapava. Srednjeveški fevdalci v Evropi so pričeli med seboj tekmovati, kdo bo imel lepšo posodo na družabnih srečanjih, trgovci so njihovim ničemurnostim ustregli in kupovali vedno večje količine dragega kitajskega porcelana. Tudi kralji številnih evropskih kraljestev niso hoteli zaostajati v tej tekmi. Porcelan je tako dobil status dragocenosti, celo porcelanske črepinje so draguljarji vgrajevali v verižice, zapestnice in okraske. Med dobitniki dragocenega porcelana, darilo egipčanskega sultana, je bil tudi vladar mesta Firenc Lorenzo Veličastni. Posoda mu je bila tako všeč da je poklical k sebi najboljše italijanske lončarje in jih zaprosil da mu izdelajo takšne posode. Lončarji so se trudili več let, vendar jim ni uspelo izdelati pravega porcelana. O kitajskem porcelanu je v 13. stoletju pripovedoval Benečanom že svetovni popotnik Marko Polo, kateri je na Kitajskem preživel 26 let. Ob svoji vrnitvi v Benetke je pripovedoval kar je slišal o porcelanu od Kitajcev. 
Po njegovem pripovedovanju posodo izdelajo:
>>iz gline, katero pridobijo globoko v zemlji. Ta glina mora okoli 40 let ležati na soncu in dežju, najprej se mora namakati, nato sušiti, nato se ponovno zakoplje v zemljo, naslednja generacija lončarjev iz te gline lahko izdeluje »ja-o«.<<
Kitajci naj bi porcelansko posodo imenovali »ja-o«, enako ime so imele na Kitajskem tudi male bele školjke, katere so Kitajci uporabljali kot drobiž- denar. Školjke so bile bele in svetleče kot je bila kitajska posoda. Enake školjke se najdejo tudi na italijanski morski obali, imenovali so jih »porcella«, kar je pravzaprav pomenilo »odojek«. To ime je postalo evropsko ime za kitajsko posodo »ja-o«. Kitajci so porcelan izumili že leta 620 n. št. ,poskrbeli so za zelo uspešno zavarovanje skrivnosti izdelovanja porcelana, določeni mandarini številnih vladarskih dinastij so bili zadolženi za varovanje te skrivnosti. Francoski jezuiti so v začetku 18.stoletja poslali celo svojega meniha očeta De Entrecollesa na Kitajsko, njegova glavna naloga je bila, da odkrije kako Kitajci v zastraženem mestu Kin-te-čen izdelajo porcelan. Menih se je kot duhovnik zanimal za življenje domačinov in si delal razne zapiske, vendar mu pravega recepta za porcelan ni uspelo zapisati. Izvedel je zelo veliko o tehnologiji izdelave, poslikave, priprave gline, glazur, pripravah peči, sušenja in pečenja porcelana, najpomembnejši je bil podatek da je treba glini primešati ustrezen delež kaolina, posebne vrste  mehke bele gline, katero so pridobivali v gorah imenovanih Visoki greben. Svoje ugotovitve je zapisal v pismo poslano svojemu predstojniku opatu
de Orry-ju v Francijo s portugalsko ladjo leta 1712. Jezuiti so bili v Evropi prvi seznanjeni z večino tehnoloških podatkov za izdelavo porcelana. Pismo je kasneje opat de Orry izročil kraljevim kemikom in fizikom, ti so si še leta belili glave s kitajsko skrivnostjo izdelave porcelana. Od meniha de Entrecollesa je opat de Orry zaprosil v pismu še za vzorec kaolina katerega so Kitajci uporabljali pri izdelavi porcelana. Menih de Entrecolles je potreboval kar deset let za izpolnitev njegove prošnje. Zaprošen kaolin mu je poslal leta 1722. Vendar tudi to prizadevanje meniha Entrecollesa ni pomagalo Francozom do izdelave porcelana, manjkal jim je recept za  sestavo mešanice gline, kaolina in višina temperature žganja. Prvi evropski porcelan je tako uspelo izdelati alkemistu Johannu Bottigerju in njegovemu pomočniku Tschirnhausu. Ob pomoči saškega kralja Augusta Močnega, sta uspela izdelati prvi rdeči porcelan.  